# Martinus Gerardus Timmers Verhoeven

Portret van de heer Timmers Verhoeven te Dordrecht

Dr Martinus Gerardus Timmers Verhoeven (Dordrecht, 4 augustus 1801 – aldaar, 26 oktober 1880) was een Nederlands medicus. Hij was burgemeester van Dordrecht van 1856-1862. Ook was hij curator van het gymnasium.

## Biografie
Martinus Verhoeven was de zoon van Henricus Petrus Timmers Verhoeven (1775-1819) en Francina Morjé (1775-1840). Hij was een jongere broer van de advocaat en politicus Pieter François Timmers Verhoeven.
Op 20 juni 1826 publiceerde hij zijn dissertatie en promoveerde hij aan de Leidse Hogeschool. Hij trouwde op 13 juli 1826 in Harderwijk met Henrietta Jacoba Cramer. Het echtpaar kreeg drie zonen: Pieter François (1827), Henricus Petrus (1829)  en Hendrik (1831). Ze woonden in Dordrecht. 
In 1830 publiceerde hij met vier collega's het 'Handboek der materies medica'. Op 30 september 1856 werd hij burgemeester van Dordrecht. In september 1862 werd hij opgevolgd door mr Gerrit Adrianus de Raadt.
Zoon Hendrik trouwde met Maria Aletta Blume (1837) uit Koudekerk aan den Rijn. Hij was toen in Oudekerk kantonrechter, later gingen ze op Curaçao wonen, waar Hendrik lid werd van het Hof van Justitie. Ze overleden daar beiden in 1879; Maria op 20 maart en Hendrik op 5 oktober.
- International Standard Name Identifier: 0000 0003 9663 718X
- Virtual International Authority File: 291637714